# Alibánfa
Alibánfa là một thị trấn thuộc hạt Zala, Hungary. Thị trấn này có diện tích 5,84 km², dân số năm 2010 là 480 người, mật độ 82 người/km².